# الرقامي د حبيل (بعدان)

تعديل مصدري - تعديل

الرقامي د حبيل هي إحدى قرى عزلة الدعيس بمديرية بعدان التابعة لمحافظة إب، بلغ تعداد سكانها 361 نسمة حسب تعداد اليمن لعام 2004.